# 切辛頓
切辛顿（英語：Chessington）是大倫敦地區泰晤士河畔京斯頓皇家自治市的一个地区，历史上曾属于薩里郡。在2011年英國人口普查中，该地区的人口为18,973人。世嘉娱乐欧洲公司的总部位于此地。

## 公共交通

### 铁路
切辛顿拥有两个火车站：切辛顿北车站与切辛顿南车站，两站之间相距约半英里。由西南鐵路公司运营的列车每半小时开往倫敦滑鐵盧車站。切辛顿南车站是该线路的终点站。
在切辛顿南车站之后的铁路线已严重失修，穿过一座混凝土桥后进入一片茂密树林。尽管从未有客运列车通过该段路轨，但交叉轨道、信号系统和供电设施仍在运行状态。

### 公路
切辛顿距M25高速公路第9号交汇处约4英里（6.4）。该镇位于A243（莱瑟黑德路）上，靠近北侧的A3伦敦至朴次茅斯主干道。

### 公交
切辛顿地区有多条日间公交线路，包括 71、465、467 路、夜65路以及本地线路K2和K4。此外，还有671路校车服务。

## 外部連結
- Local Neighbourhood Information for Chessington & Hook
- Chessington Table Tennis Club （页面存档备份，存于）
- St. Paul's C of E Church, Hook Road, Chessington, KT9 1EF （页面存档备份，存于）
- Chessington Methodist Chirch, Moor Lane, Chessington,  KT9 2DJ （页面存档备份，存于）
- St. Catherine of Siena RC Church, 100 Leatherhead Road, Chessington, KT9 2HY （页面存档备份，存于）
- Chessington Evangelical Church, the King's Centre, Coppard Gardens, Chessington （页面存档备份，存于）
- St. Mary's C of E Church, Garrison Lane, Chessington, KT9 2LB （页面存档备份，存于）